# Майдан (Акбулацький район)
Майда́н (рос. Майдан) — селище у складі Акбулацького району Оренбурзької області, Росія.
Стара назва — Каракуга.

## Населення
Населення — 92 особи (2010; 160 у 2002).
Національний склад (станом на 2002 рік):
- казахи — 54 %
- росіяни — 26 %